# L'Effroyable Mariée
L'Effroyable Mariée (The Abominable Bride) est un épisode spécial de Nouvel An de la série télévisée Sherlock diffusé pour la première fois sur BBC One et BBC One HD le 1er janvier 2016. Librement adapté des Cinq pépins d'orange (The Five Orange Pips) de Sir Arthur Conan Doyle, mais faisant également quelques allusions à la nouvelle Le Rituel des Musgrave (The Adventure of the Musgrave Ritual), et au Dernier Problème (The Final Problem), l'épisode confronte Sherlock avec Moriarty dans une réalité alternative victorienne. En France, l'épisode a été diffusé le jeudi 19 mai 2016 sur France 4.

## Synopsis
Londres, 1895. Sherlock Holmes et John Watson sont demandés par Lestrade sur une affaire qui défraie la chronique : Emelia Ricoletti, une femme souffrant de tuberculose ayant sombré dans la folie, a tiré sur plusieurs passants depuis son balcon avant de se tirer une balle dans la bouche, mais plusieurs témoins affirment que c'est elle qui, dans la soirée suivant sa mort, serait revenue pour tuer son mari à la sortie d'un fumoir d'opium. Intrigué par la possibilité qu'Emelia ait survécu, Sherlock accepte. À la morgue, il obtient confirmation du Dr Hooper — grimée en homme mais Watson voit la supercherie — que le corps retrouvé de la mariée est bien celui d'Emelia et que tout indique que c'est également elle qui a abattu son mari. Les semaines passent et l’affaire piétine. Sherlock passe à autre chose et quand la rumeur veut que la mariée soit revenue pour tuer d'autres hommes, il affirme que ce ne sont que des copieurs.
Plusieurs mois plus tard, Mycroft demande à Sherlock et Watson d'accepter la prochaine affaire qui se présentera à eux tout en leur demandant d'échouer face à leur ennemi. C'est Lady Carmichael qui vient leur demander secours : son mari, Sir Eustace Carmichael, a reçu une lettre de menaces sous la forme d'une enveloppe contenant cinq pépins d'oranges. Eustace se montre réticent à accepter l'aide du détective, affirmant que sa femme est « hystérique » et panique pour rien. Holmes et Watson décident de rester secrètement dans la demeure en attendant la nuit. À minuit, la mariée apparaît puis disparaît à travers les murs devant eux et ils entendent un bruit de verre brisé. Sir Eustace hurle, suivi de Lady Carmichael. Sherlock trouve Eustace mort poignardé à l'étage, pendant que Watson se fait surprendre par la mariée qui s'échappe par une fenêtre brisée. Lestrade arrive plus tard pour trouver Sherlock furieux de n’avoir pu empêcher la mort de son client, mais aussi une étiquette apparue sur le manche du poignard disant « Je vous ai manqué ? » (« Miss me? »), la phrase favorite du Moriarty du XXIe siècle. Sherlock résout soudainement l’affaire, laissant Lestrade trouver seul la réponse selon lui évidente, et retourne au 221B Baker Street pour méditer. Moriarty rend visite en secret à Sherlock et fait référence à Emelia qui s'est tiré une balle dans la bouche mais serait encore en vie, un cas comparable à Moriarty qui s'est tiré une balle dans la bouche mais serait revenu.
Sherlock reprend soudain conscience : il est toujours dans l'avion qui devait l'emmener en Europe de l'Est. Mycroft, John et Mary montent à bord et trouvent Sherlock délirant sur le cas Ricoletti. Mycroft comprend vite la situation et explique à Watson et Mary qu'il s'est drogué pour recréer une simulation mentale dans son esprit, espérant résoudre à la fois l'affaire Ricoletti et le retour de Moriarty. Mycroft et Watson veulent l'emmener à l'hôpital, mais Sherlock préfère replonger dans son esprit.
Sherlock revient dans sa simulation réveillé par John, faisant passer les événements présents pour un délire sous cocaïne. Sherlock reçoit un télégramme de Mary qui a trouvé les co-conspirateurs d'Emelia dans une église désanctifiée. Ils y trouvent une réunion secrète du Women's Rights Movement. Holmes explique alors le tour joué par Emelia : elle a utilisé une doublure pour se faire passer pour morte au moment de tuer son mari, créant ainsi le mythe de la mariée vengeresse, puis s'est finalement tuée d'une balle dans la bouche et les corps ont à nouveau été échangés à la morgue, permettant l'identification formelle. Depuis, d'autres femmes ont utilisé le mythe de la mariée pour se venger des hommes qui leur ont causé du tort, telle que Lady Carmichael qui a tué son mari. Quand une femme vêtue de la tenue de la mariée s'approche, Sherlock pense qu'il s'agit de Lady Carmichael mais sous le voile se cache Moriarty.
Sherlock reprend conscience dans le présent alors que l'effet des drogues s'estompe et veut vérifier sa théorie en exhumant le corps d'Emelia Ricoletti et trouver le corps de la doublure. Alors qu'il creuse, il voit les restes de la mariée s'animer et se jeter sur lui avant de se réveiller près d'une chute d'eau devant Moriarty. Il est toujours dans son palais mental. Les deux hommes s'affrontent et Moriarty prend le dessus avant que Watson n'intervienne avec un pistolet. John pousse Moriarty dans la chute et demande à Holmes comment il compte revenir dans le présent. Sherlock décide de sauter, persuadé qu'il survivra.
Sherlock se réveille à nouveau dans le présent, toujours dans l'avion mais prêt à s'occuper de l'affaire du retour de Moriarty. Mycroft demande à John de surveiller son frère et veiller à ce qu'il ne reprenne plus de drogue. John quitte l'avion pour rejoindre Sherlock. Mycroft trouve le carnet de Sherlock, repérant le mot « Redbeard ». Sherlock sait que Moriarty est bien mort mais avait prévu l'éventualité de sa mort. L'épisode se termine sur les versions passées de Sherlock et Watson, le détective décrivant les avions et téléphones modernes avant de regarder par la fenêtre le Baker Street présent.

## Tournage

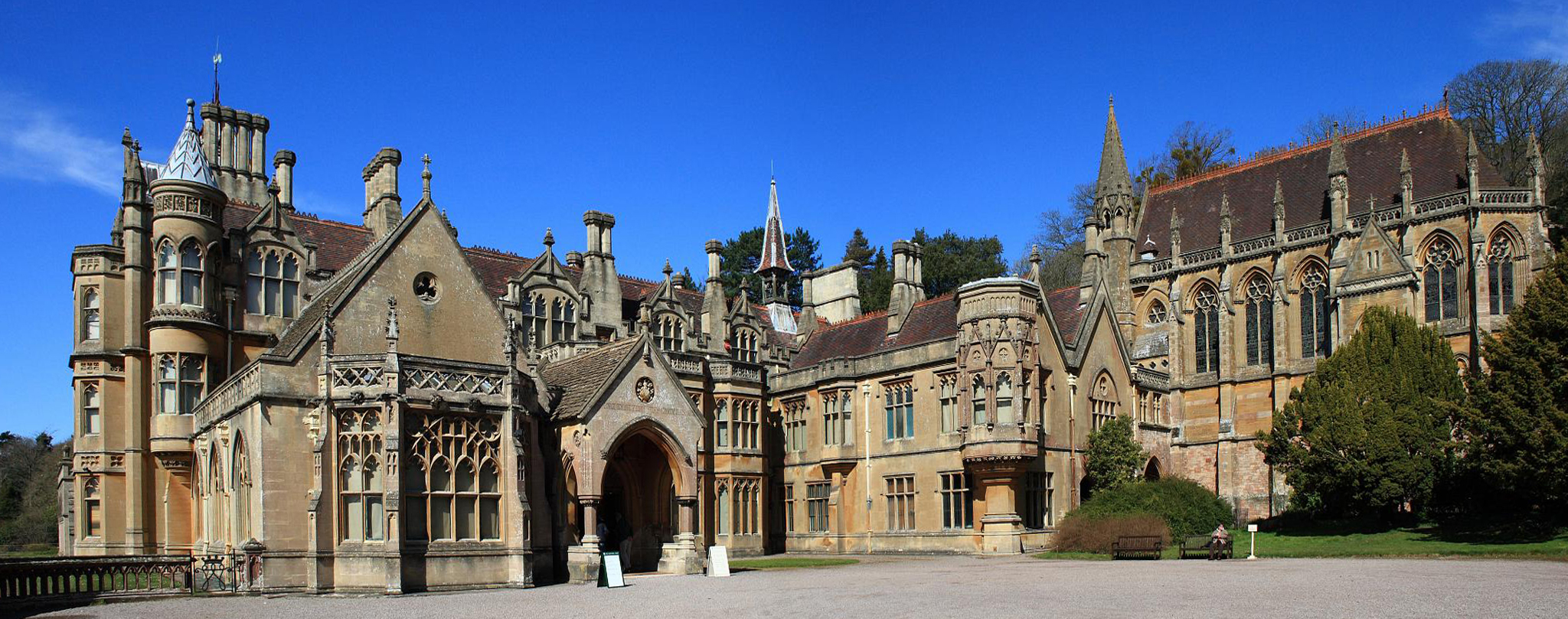
Une vue extérieure du manoir de Tyntesfield

Une partie du tournage a eu lieu au manoir de Tyntesfield, près de Bristol. Le décor a servi pour la maison de Sir Eustace mais aussi pour les scènes intérieures de la maison de Watson. Le tournage a également pris part dans les cellules de Colston Hall et au Arnos Vale Cemetery de Bristol, puis dans la région de Bath dans le Somerset.

## Diffusion
L'épisode a été diffusée en France sur la chaîne France 4 le 19 mai 2016. Il a remporté un joli succès devant près de 1 093 000 téléspectateurs, soit une part d'audience de 4,6 %.